# Alf-Inge Håland
Alf-Inge Rasdal Håland (født 23. november 1972 i Stavanger, Norge) er en tidligere norsk fodboldspiller, der som forsvarer på Norges landshold deltog ved VM i 1994 i USA. I alt nåede han, mellem 1994 og 2001, at spille 34 kampe for landsholdet.
På klubplan indledte Håland karrieren i hjemlandet hos Bryne FK. Herefter tilbragte han resten af sin tid i England, hvor han var tilknyttet Nottingham Forest, Leeds og Manchester City.
Håland er måske bedst kendt for sine bataljer med Manchester United-spilleren Roy Keane. Under en ligakamp i april 2001 tacklede Keane Håland brutalt på knæet og modtog det røde kort. Hændelsen er ofte blevet udlagt som det, der endte Hålands karriere, men det er ikke korrekt. Keane indrømmede efterfølgende i sin selvbiografi at tacklingen var en hævnakt for en episode mellem de to tilbage fra september 1997.
I dag er han forretningsmand i hjembyen Bryne.
Haaland er far til fodboldspiller Erling Haaland.